# Hosting

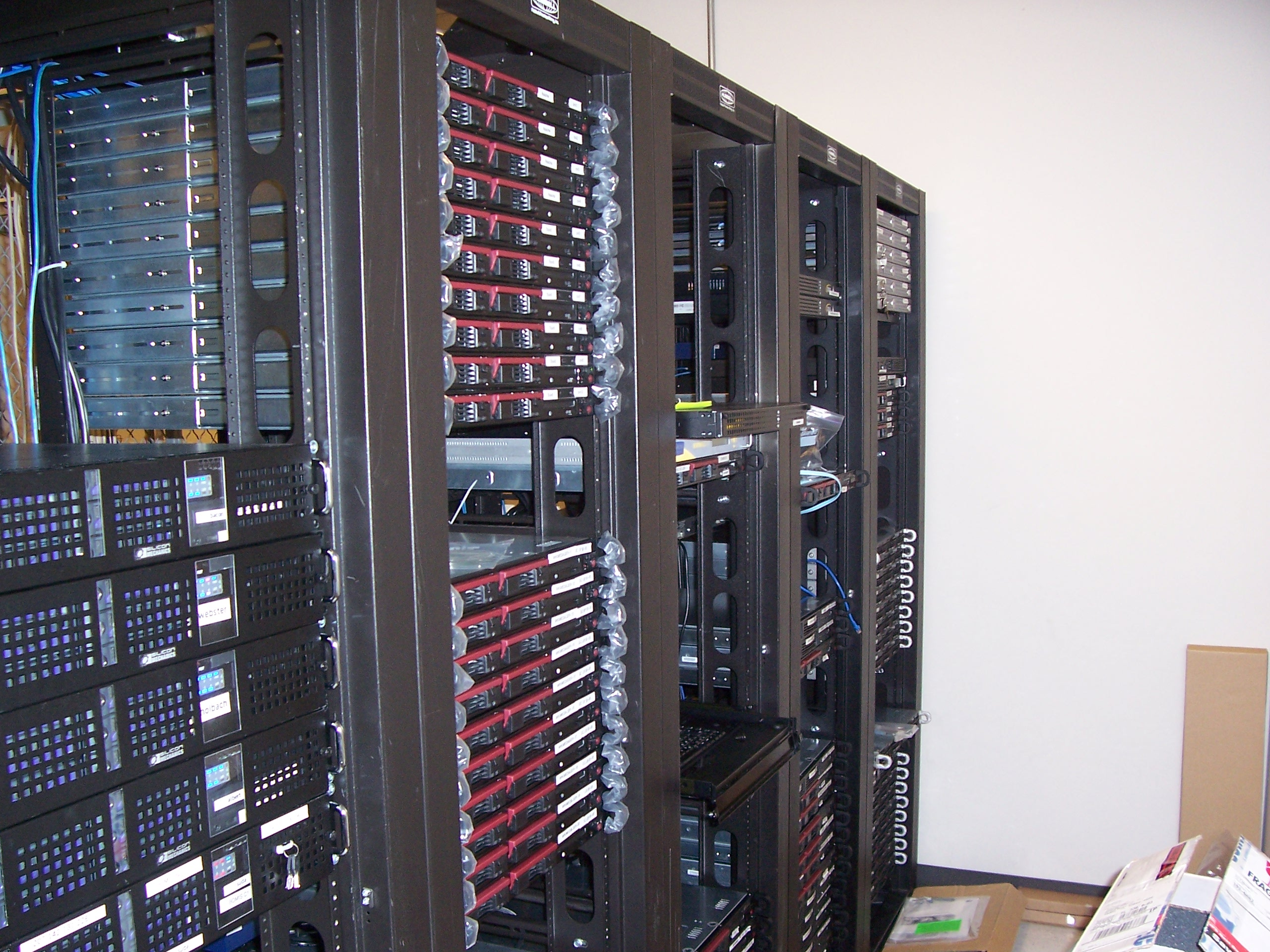
Web server Wikimedia a Tampa nel 2005.

Hosting (dall'inglese to host, ospitare), in informatica, indica un servizio di rete che consiste nell'allocare su un server web delle pagine web di un sito web o di un'applicazione web, rendendolo così accessibile dalla rete Internet e ai suoi utenti.
Tale "server web", definito "host", è connesso ad Internet in modalità idonea a garantire l'accesso alle pagine del sito mediante il web browser dell'host client dell'utente, con identificazione dei contenuti tramite dominio ed indirizzo IP. Il servizio può essere gratuito
La fornitura di servizi di connessione ad Internet, hosting, housing, e servizi connessi, è oggi un settore economico molto specifico, compreso all'interno dell'ICT, in cui operano molte realtà nazionali, ma anche grandi aziende transnazionali.
Quanto sopra riportato descrive più propriamente un web hosting: esiste anche l'hosting relativo a servizi infrastrutturali ovvero l'host networking.

## Tipologia
L'hosting di un sito web è cosa diversa dal servizio di registrazione del relativo dominio, sebbene spesso un fornitore di hosting esegue anche la funzione di registrar.
I servizi di hosting si possono suddividere in tre classi di base: gli hosting gratuiti, quelli a pagamento e quelli infrastrutturali, che sono una sottocategoria dei secondi. Solitamente, oltre al sito web vero e proprio i provider offrono altri servizi collegati (posta elettronica, portale FTP, applicazione di CMS, strumenti di sicurezza e altri).

### Hosting gratuito
È in genere offerto dagli Internet Service Provider (ISP), come servizio elementare, in previsione di un passaggio a quello a pagamento. In molti casi si tratta di un servizio di natura promozionale mirato ad incoraggiare l'utente ad acquistare i servizi più avanzati, essendo quelli gratis estremamente basilari, oltre che inadatti a sostenere un flusso di visitatori consistente.
Un hosting gratuito include solitamente (tuttavia, cambia da azienda a azienda):
- una o più caselle di posta elettronica;
- un certo quantitativo di spazio web, spesso con l'obbligo di banner pubblicitario;
- un database;
- un pannello di gestione dei servizi, tipo cPanel.

Tra gli svantaggi dell'hosting gratuito, rispetto a quello a pagamento, vi sono:
- l'indirizzo del sito ospitato che coincide, in massima parte, con il nome dell'Internet Provider che lo ospita;
- prestazioni tecniche poco performanti (molto spesso, per esempio, è possibile pubblicare soltanto siti statici scritti in linguaggio HTML);
- mancata garanzia del servizio (con il rischio quindi che i siti "ospiti" possano non essere attivi per un determinato periodo di tempo);
- una larghezza di banda contesa tra numerosi utenti.

### Hosting a pagamento
Esiste un grande ventaglio di offerte, in funzione dell'uso che si vuole fare del sito web: le offerte disponibili sul mercato permettono di solito di ospitare siti di qualsiasi tipo, a patto che non sovraccarichi il server in uso (cosa che avviene per troppi visitatori nel breve periodo o errori negli script dei siti). I siti statici in questo contesto sono basati esclusivamente su HTML / CSS / JS, sono modificati di rado e costringono l'utente che volesse fare modifiche ad alterare il codice HTML a mano: i siti dinamici, al contrario, godono dei vantaggi offerti da CMS, come per esempio Joomla! e WordPress, e offrono editor integrati, widget e facilitazioni varie.
Un servizio tipico, per un sito statico, può tra l'altro comprendere:
- registrazione o trasferimento di un nome di dominio;
- da uno a infiniti indirizzi di posta elettronica, associati a diverse caselle di posta (POP3) oppure ad una sola (alias e-mail);
- filtri antispam ed antivirus;
- un determinato quantitativo di spazio web;
- gli strumenti adatti alla gestione delle pagine, quali file manager, prototipi, FTP, contatori di accesso, ecc.;
- una quantità di banda mensile adeguata per il traffico generato dal sito.

Un servizio tipico, per un sito dinamico può comprendere, oltre a quanto già citato:
- il supporto ad uno o più linguaggi di scripting, come ad esempio PHP, Python, o ASP;
- il supporto ad un database on-line, come ad esempio MySQL o PostgreSQL;
- servizi di statistiche e analisi del traffico, come ad esempio il software libero Webalizer[6] o il più moderno Piwik[7];

L'hosting si differenzia anche in base al tipo di spazio che viene messo a disposizione:
- un server dedicato (ovvero un server web che ospita un unico sito web);
- un server condiviso (ospita una pluralità di siti sul medesimo server);
- un cloud hosting;

Gli spazi venduti su server condiviso possono essere frazionabili o meno a seconda che permettano di ospitare un solo dominio o più domini.
Quanto alla banda mensile messa a disposizione, alcune offerte di spazio web prevedono bande illimitate.
L'hosting si differenzia anche in base alla piattaforma, cioè al sistema operativo installato sul server: Windows o Linux.
Uno dei vantaggi indiretti derivanti dall'uso dei siti statici rispetto ai dinamici, di fatto, è legato alla loro "immunità" a falle di sicurezza informatica a cui, invece, gli hosting che ospitano siti dinamici o con CMS sono soggetti.

### Hosting infrastrutturale
Non esiste solo il web hosting per così dire "tradizionale" (cioè il collocamento da un provider di siti web e relativi servizi connessi); i data center, nell'ambito delle logiche di cloud computing, possono anche mettere a disposizione un'intera infrastruttura di rete sotto forma di servizio di managed VPS, implementato e fornito in logica IaaS (infrastructure as a service), sfruttando (via Internet) la logica "host network". Pertanto, il cliente può dotarsi di risorse hardware di rete e software (sistemi operativi e applicativi), configurate come desiderato, come se fossero di sua proprietà. Tipicamente, i server sono virtuali ma possono anche essere impegnate intere macchine pagando semplicemente il relativo canone. Oltre a server, il servizio può riguardare anche l'archiviazione (storage) per sistemi operativi e applicazioni software, dati e informazioni, le connessioni e la comunicazione, gli strumenti di sicurezza e monitoraggio e altro. La parte software può essere erogata come PaaS e SaaS.
Quando l'hosting riguarda i server l'infrastruttura si chiama più propriamente server farm.
Il fornitore che eroga questi servizi gestiti (il contratto è tipicamente di appalto) si chiama managed service provider (MSP).
Vi possono essere due scenari:
1. l'infrastruttura in hosting è solo una parte di quella complessiva che è quindi formata anche da risorse fisiche installate presso la sede del cliente (on-premises); quella in hosting è connessa, in una logica di rete integrata, a quella installata che, normalmente, supporta il Primary Domain Controller[13][14];
2. l'intera e unica infrastruttura formata da server, storage, switch, proxy, firewall, ecc. è acquisita come servizio in hosting, pertanto il cliente deve unicamente interfacciarsi (attraverso un router e, se necessario, uno switch o anche un hub-nei casi minimali-installati in sede) con i client, spesso ridotti a semplici terminali (in questi casi anche le "immagini" dei dispositivi client sono ospitati in cloud). I sistemi operativi lato server e gli applicativi di rete sono installati sull'infrastruttura in hosting e anch'essi sono forniti come servizi.

Tutte le attività sistemistiche così come l'assistenza, le metodologie di sicurezza, la protezione e conservazione dei dati, fanno parte integrante del servizio.
In pratica, mentre nell'housing i mezzi fisici sono di proprietà del cliente, in questa forma di hosting (meglio, di cloud computing) le risorse (ma non i dati) sono di proprietà del fornitore, che li eroga sotto forma di servizio, come se fosse una sorta di affitto.
I vantaggi per l'utilizzatore sono: eliminazione dei costi associati all'hardware e al software, continuità operativa degli apparati garantita, strumenti di sicurezza e monitoraggio già disponibili e spesso configurati, disponibilità di materiali mantenuti costantemente aggiornati, scalabilità immediata ed estremamente semplice da configurare, garanzia dell'accesso da ovunque e reperibilità dei dati, eliminazione delle spese di alimentazione elettrica e simili nonché di protezione fisica e ambientale. Gli svantaggi sono: difficoltà "psicologica" ad accettare che le proprie informazioni non siano più residenti solo in azienda, inefficienze operative nel caso di connessioni lente.